# Chloroclystis xenisma
Chloroclystis xenisma är en fjärilsart som beskrevs av Louis Beethoven Prout 1958. Chloroclystis xenisma ingår i släktet Chloroclystis och familjen mätare. Inga underarter finns listade i Catalogue of Life.